# Zwangsweg
Als Zwangsweg bezeichnete man ein Fahrwasser, dessen Benutzung verbindlich angeordnet ist. Zwangswege werden in Kriegszeiten zum Schutz der eigenen Schifffahrt eingerichtet. Nach dem Zweiten Weltkrieg wurden von Seeminen geräumte Routen als Zwangswege vorgegeben, die Handelsschiffe zu ihrer eigenen Sicherheit zu benutzen hatten.
Neben der verbindlichen Festlegung von Zwangswegen können der Schifffahrt aus Sicherheitsgründen Routen empfohlen werden, wie etwa der International Recommended Transit Corridor zum Schutz gegen die Piraterie vor der Küste Somalias. Die NATO nutzt für derartige Empfehlungen an die Schifffahrt das Allied Worldwide Navigation Information System (AWNIS).
In der nautischen Umgangssprache werden bisweilen außerdem die Richtungszonen der Verkehrstrennungsgebiete als Zwangswege bezeichnet.

## Zwangswege in Kriegen und bewaffneten Konflikten
Im Krieg können Zwangswege festgelegt werden, die von fremden Minen freigehalten werden. In eigenen Minenfeldern werden entlang dieser Wege Lücken gelassen. Diese Zwangswege werden geheim gehalten, damit der Gegner diese Lücken nicht nutzen kann. Derartige Zwangswege können ein durchgeplantes Wegesystem bilden. Dabei wurden Hauptzwangswege, die Hauptverbindung zwischen militärischen Stützpunkten, Küstenzwangswege im Nahbereich einer Küstenlinie, Reservezwangswege nur zur Benutzung bei einer besonderen Befehlslage, Nebenzwangswege und Scheinzwangswege zur Täuschung des Gegners unterschieden.

## Zwangswege nach dem Zweiten Weltkrieg
Nach dem Zweiten Weltkrieg war die Schifffahrt durch eine sehr große Zahl von Seeminen in erheblichem Maße gefährdet und erlitt schwere Verluste. Während das in London ansässige International Mine Clearance Board die Minenräumung koordinierte, gab die am gleichen Ort eingerichtete International Routeing and Reporting Authority (IRRA) Routenanweisungen an die Schifffahrt heraus, darunter die im europäischen Raum geltenden North European and Mediterranean Route Instructions (Nemedri). Die darin festgelegten Routen wurden durch nationale Schifffahrtsbehörden in ihrem Bereich umgesetzt und in Form von Nachrichten für Seefahrer und Sonderpublikationen erlassen.
Das Deutsche Hydrographische Institut gab die Anweisungen als Beihefte für die Seehandbücher für Nord- und Ostsee heraus. Sie enthielten Routenangeben und Verhaltensvorschriften. Darin war festgelegt, dass ein Schiffsführer zur Verantwortung gezogen wird, wenn ihm im Falle eines Minenunfalls nachgewiesen wird, dass er die Anweisungen über minengefährdete Gebiete und Zwangswege nicht sorgfältig befolgt hat. Die Schleppnetzfischerei in der Nähe der Zwangswege war verboten, um zu verhindern, dass mit den Netzen Minen in den Bereich der abgesuchten Wege verschleppt werden. Weitere Anweisungen betrafen die Entmagnetisierung und den Gebrauch akustischer Schutzmittel.
Die Zwangswege existierten auch als allgemeine Schifffahrtswege in den minengefährdeten Gebieten der Ost- und Nordsee bis zwanzig Jahre nach dem Ende des Zweiten Weltkrieges. Vielfach wurden sie in die gegenwärtigen Schifffahrtswege, Tiefwasserwege, Ansteuerungen und Systeme der heutigen Verkehrstrennung integriert.